# لويس غوتليب
لويس ديفدسون (بالإنجليزية: Lois Davidson Gottlieb )‏ ولدت (13 نوفمبر عام 1926)، هي مهندسة معمارية أمريكية مشهورة بالتصميم السكني. ولدت في سان فرانسيسكو، في كاليفورنيا، ثم التحقت بجامعة ستانفورد في الفترة من عام 1944 إلى عام 1947 ، وتخرجت بدرجة بكالوريوس في الآداب. كانت طالبة دراسات عليا في كلية التصميم بجامعة هارفارد في الفترة من عام 1949 إلى عام 1950.
بدأت حياتها المهنية للعمل مع تشارلز وارن كالستر في تيبورون ، كاليفورنيا.
كانت متدربة لدي فرانك لويد رايت كجزء من زمالة تاليسين في سكوتسديل، أريزونا في 1948-1949 ، حيث كان بيت رايت الشتوي والنظير الغربي لتاليسين إيست في سبرينغ غرين، ويسكونسن. هي واحدة من ست نساء في العمارة ظهرت في فيلم بيفرلي ويليس للهندسة المعمارية. وشملت النساء الأخريات البارزة ماريون ماهوني غريفين، إليانور بيترسن، جين دانكومب، إيزابيل روبرتس، وقراءة ويبر.
كانت محاضرة في كلية ألاميدا ستيت في هايوارد ، كاليفورنيا من عام 1962 إلى عام 1964 ، وفي ملحق جامعة كاليفورنيا في ريفرسايد من عام 1966 إلى عام 1972. 
كان أول مشروع منفرد لها هو منزل فال جويشين، وحدة من غرفة واحدة بمساحة 576 قدم مربع في إينفيرنيس، كاليفورنيا.

## فهرس
- غوتليب، لويس دافيدسون، البيئة والتصميم في الإسكان، ماكميلان، 1965.
- غوتليب، لويس دافيدسون، طريقة للحياة: تدريبات مع فرانك لويد رايت، مجموعة الصور الفوتوغرافية، 2001.